# Berbérati (underprefektur)
Berbérati är en subprefektur i Centralafrikanska republiken.   Den ligger i prefekturen Mambéré-Kadéï, i den sydvästra delen av landet, 300 km väster om huvudstaden Bangui. Antalet invånare är 105 155.